# Zerlach
Zerlach là một đô thị thuộc huyện Feldbach trong bang Steiermark, nước Áo. Đô thị Zerlach có diện tích 23,78 km², dân số cuối năm 2005 là 337 người.